# 旦门山岛
旦门山岛，是位于中国浙江省宁波市象山县东南东海中的一座无人岛，是中国第一座有明确使用权的无居民海岛。

## 地理
旦门山岛位于象山县东陈乡东面，与旦门村隔海相望，距最近的东旦码头约3公里。岛长1.82公里，宽0.52公里。岛上植被以草丛为主，有少量稀疏针叶林，岛四周礁石密布，还有一段红色的沙滩。旦门山岛拥有五峰，每当旭日东升，日影、岛影倒映水中，构成一个“旦”字，故名。

## 使用权
2011年11月8日，由宁波商人黄益民实际控制的象山海洋游览度假有限公司拿到中国第一张由国家海洋局颁发的编号为“11001”的旦门山岛无居民海岛使用权证书，成为中国首个有明确使用权的无居民海岛。旦门山岛使用权在2018年作为抵押物为中国工商银行宁波江北支行与某贸易公司间的贷款提供抵押担保，因贸易公司无力归还借款，相关贷款产生逾期。工行江北支行诉至宁波市中级人民法院并申请强制执行，宁波中院对该无居民海岛使用权进行了查封和评估并裁定进行拍卖。2023年6月16日，在淘宝公开拍卖中由自然人李国柱以2868万元竞得本岛的无居民海岛使用权以及海域使用权（含金沙湾度假村配套码头），包括现存无证建筑以及附属配套设施。